# 신림동
신림동(新林洞)은 서울특별시 관악구의 행정동이자 법정동이다.

## 지리
신림동은 1975년 10월 1일에 신림1동에서 분동되어 신림5동이 되었으며, 상업지역, 준주거지역, 일반주거지역이 각 1/3씩 혼합되어 형성된 지역이다. 1970년대 초에 토지구획정리와 함께 도로조성, 도시의 기반시설을 갖춤으로써 상가와 주택이 급속하게 신축되었으며, 특히 서울 지하철 2호선의 개통과 더불어 신림역 주변이 상업지역으로 지정되자 관악구에서 가장 번화한 지역으로 발전하였다.
법정동 신림동은 관악산 아래에 위치하여 무성한 숲이 있다는 데에서 유래하였다. 행정동 신림동은 동내에 지하철 신림역이 있는 데에서 유래하였다.

## 연혁
- 조선시대 : 경기도 시흥군 동면 서원리(書院里: 현 서원동·신원동·신사동·신림동), 신림리(현 서림동·삼성동·대학동), 난곡리(蘭谷里: 현 난곡동·난향동·조원동·미성동)
- 1914년 4월 1일 : 경기도 시흥군 동면 신림리로 통폐합
- 1963년 1월 1일 : 서울특별시 영등포구 신림동 (행정동 : 봉신동 → 1966년 5월 1일 신림동)
- 1970년 5월 18일 : 신림동이 3개동(신림1동, 신림2동, 신림3동)으로 분동
- 1973년 7월 1일 : 서울특별시 관악구 신림1동, 신림2동, 신림3동
- 1975년 10월 1일 : 신림4동이 신림3동에서, 신림5동이 신림1동에서, 신림6동이 신림2동에서 각각 분동[4]
- 1977년 9월 1일 : 신림7동이 신림3동에서 분동[5]
- 1978년 10월 10일 : 신림8동이 신림4동에서 분동[6]
- 1980년 7월 1일 : 신림9동이 신림2동에서, 신림10동이 신림6동에서, 신림11동이 신림3동에서, 신림본동이 신림1동에서 각각 분동[7]
- 1988년 9월 1일 : 신림12동이 신림11동에서 분동[8]
- 1992년 7월 1일 : 신림13동이 신림3동에서 분동
- 2008년 9월 1일 : 신림1동이 신원동으로, 신림2동이 서림동으로, 신림3동과 신림13동이 난곡동으로, 신림4동이 신사동으로, 신림5동이 신림동으로, 신림6동과 신림10동이 삼성동으로, 신림7동이 난향동으로, 신림8동이 조원동으로, 신림9동이 대학동으로, 신림11동과 신림12동이 미성동으로, 신림본동이 서원동으로 각각 명칭 변경 및 개편[9]

## 법정동
- 신림동

### 행정동
- 난곡동 (蘭谷洞)
- 난향동 (蘭香洞)
- 대학동 (大學洞)
- 미성동 (美星洞)
- 삼성동 (三聖洞)
- 서림동 (西林洞)
- 서원동 (書院洞)
- 신림동
- 신사동 (新士洞)
- 신원동 (新源洞)
- 조원동 (棗園洞)

## 교육
- 난우초등학교
- 신우초등학교
- 신림중학교
- 미성중학교
- 남서울중학교
- 서울정문학교
- 서울대학교 국제대학원

## 교통
- ● 서울 지하철 2호선
  - 신림역
  - 신대방역
- ● 서울 경전철 신림선
  - 신림역
  - 서원역
  - 서울대벤처타운역
  - 관악산역
- 남부순환로
- 신림로

## 주거

### 아파트
| 단지명                    | 건설사   | 시행사                                     | 주소 | 입주 | 비고             |
| ------------------------- | -------- | ------------------------------------------ | ---- | ---- | ---------------- |
| 신림 1차 푸르지오         | 대우건설 | 신림미도아파트 재건축조합                  |      |      |                  |
| 신림 2차 푸르지오         | 대우건설 | 신림7구역 재개발조합                       |      |      |                  |
| 서울대벤처타운역 푸르지오 | 대우건설 | 신림3재정비촉진구역 주택재개발정비사업조합 |      |      | 신림3구역 재개발 |

## 같이 보기
- 대한민국의 행정 구역